# Pseudodanthonia
Pseudodanthonia là một chi thực vật có hoa trong họ Hòa thảo (Poaceae).

## Loài
Chi Pseudodanthonia gồm các loài: